# Бутапиетра
Бутапиѐтра (на италиански: Buttapietra; на венециански: Butapietra, Бутапиетра) е градче и община в Северна Италия, провинция Верона, регион Венето. Разположено е на 38 m надморска височина. Населението на общината е 7060 души (към 2015 г.).